# Wheaton (Illinois)
Wheaton je grad u američkoj saveznoj državi Ilinois. Prema popisu stanovništva iz 2010. u njemu je živjelo 52.894 stanovnika.